# Vinicka (Berane)
Pour les articles homonymes, voir Vinicka.
Vinicka (en serbe cyrillique : Виницка) est un village du nord-est du Monténégro, dans la municipalité de Berane.

## Démographie

### Évolution historique de la population
| 1948 | 1953 | 1961 | 1971 | 1981 | 1991 | 2003 |
| ---- | ---- | ---- | ---- | ---- | ---- | ---- |
| 770  | 793  | 749  | 787  | 732  | 640  | 607  |